# Cpa-20
A CPA-20 (Certificação Profissional ANBIMA - Série 20) destina-se a certificar profissionais que desempenham atividades de comercialização e distribuição de produtos de investimento diretamente junto aos investidores qualificados, bem como aos gerentes de agências que atendam aos segmentos private, corporate, investidores institucionais, e a profissionais que atendam aos mesmos segmentos em centrais de atendimento
Caso a instituição seja aderente ao Código de Regulação  praticas e Melhores Práticas para Fundos de Investimentos , os profissionais que atuem em centrais de atendimento devem possuir, obrigatoriamente, a CPA-20.
Segundo a Instrução CVM n.º 409 em seu artigo 109, o conceito de Investidor Qualificado abrange instituições financeiras; companhias seguradoras e sociedades de capitalização; entidades abertas e fechadas de previdência complementar; pessoas físicas ou jurídicas que possuam investimentos financeiros em valor superior a R$ 1.000.000,00 (um milhão de reais) e que atestem por escrito sua condição de investidor qualificado; fundos de investimento destinados exclusivamente a investidores qualificados; e administradores de carteira e consultores de valores mobiliários autorizados pela CVM. 
Com a Instrução n.º 450, passaram a ser considerados investidores qualificados os regimes próprios de previdência social instituídos pela União, pelos Estados, pelo Distrito Federal ou por Municípios.